# Alfa Romeo 8C Competizione
L'Alfa Romeo 8C Competizione est une voiture de sport produite par le constructeur automobile italien Alfa Romeo. Elle a d'abord été présentée en 2003 comme un concept car au salon de l'automobile de Francfort  puis à Paris en 2006 en tant que modèle destiné à la vente pour 2007.

## Concept car2003
Son nom, « 8C Competizione », fait référence à son moteur de 8 cylindres et à la compétition (en référence à l'Alfa Romeo 6C 2500 Competizione de 1948 qui remporta deux fois la troisième place de la course des Mille Miglia en 1949 et 1950).

## Mondial de l'Automobile 2006
À l'occasion du Mondial de l'automobile de Paris 2006, Alfa Romeo annonce la production de 500 exemplaires de la 8C Competizione équipés d'un moteur V8 de 4,7 L développant 450 ch à 7 000 tr/min pour un couple de 470 N m. Il s'agit du moteur F 136 issu de la Maserati GranTurismo.
La version d'origine est proposée avec une boîte de vitesses robotisée à six rapports pouvant fonctionner en automatique. La 8C est disponible en quatre coloris : rouge Alfa, rouge « Competizione », noire ou jaune.
| Pays             | Nombre de voitures |
| ---------------- | ------------------ |
| Italie           | 84                 |
| États-Unis       | 84                 |
| Allemagne        | 81                 |
| Japon            | 69                 |
| Royaume-Uni      | 41                 |
| France           | 39                 |
| Suisse           | 35                 |
| Pays-Bas         | 10                 |
| Hong Kong        | 5                  |
| Australie        | 3                  |
| Belgique         | 2                  |
| Lituanie         | 1                  |
| Nouvelle-Zélande | 1                  |
| Autres           | 45                 |
| Total            | 500                |

## Salon de Genève 2008
À l'occasion du salon de Genève, Alfa Romeo présente la 8C Spider, dont 500 exemplaires seront produits.

## Galerie

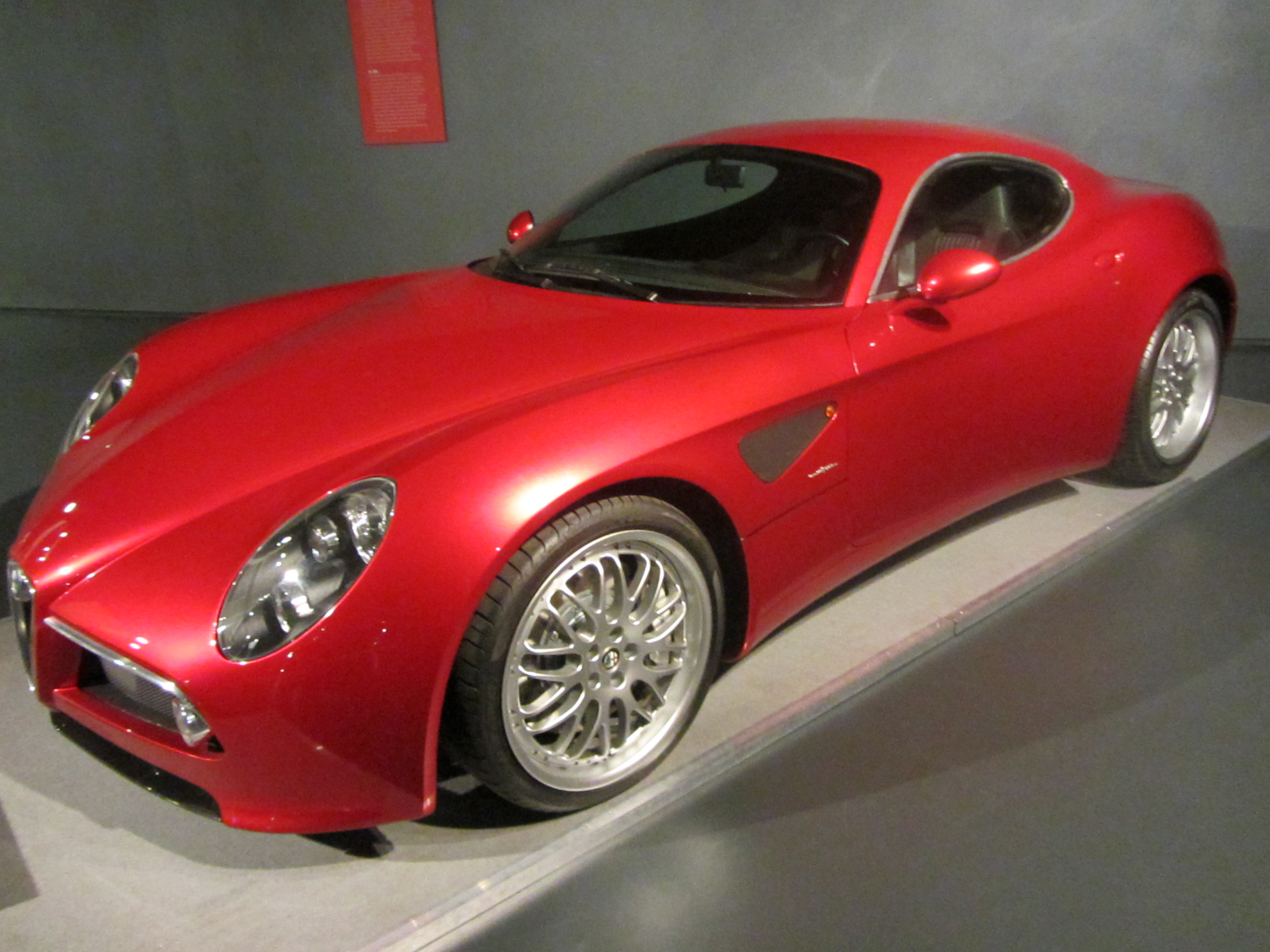
Le concept car
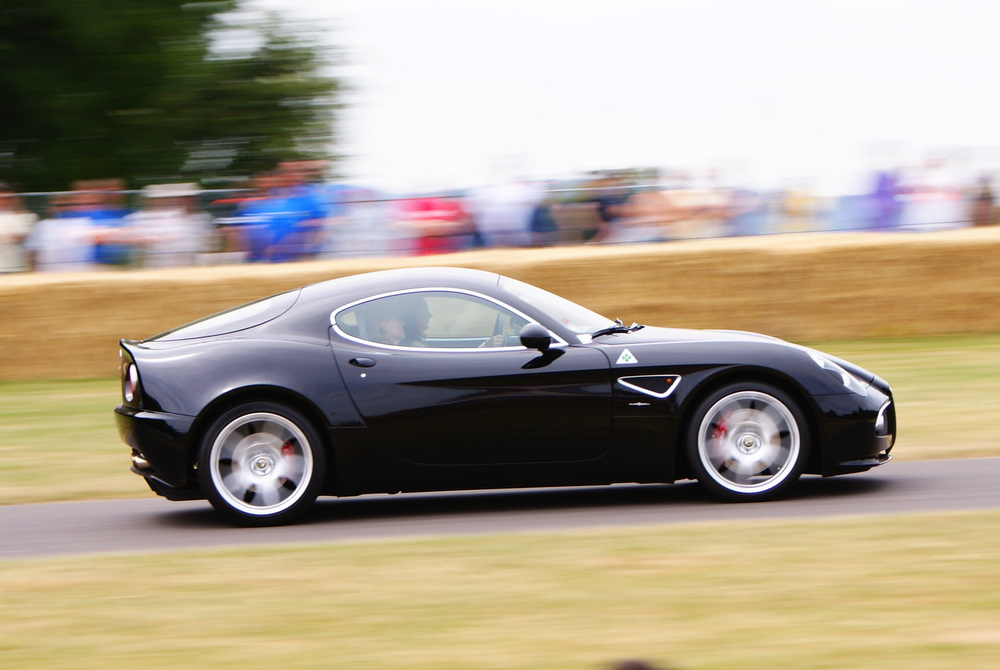
Une 8C au Festival de Goodwood
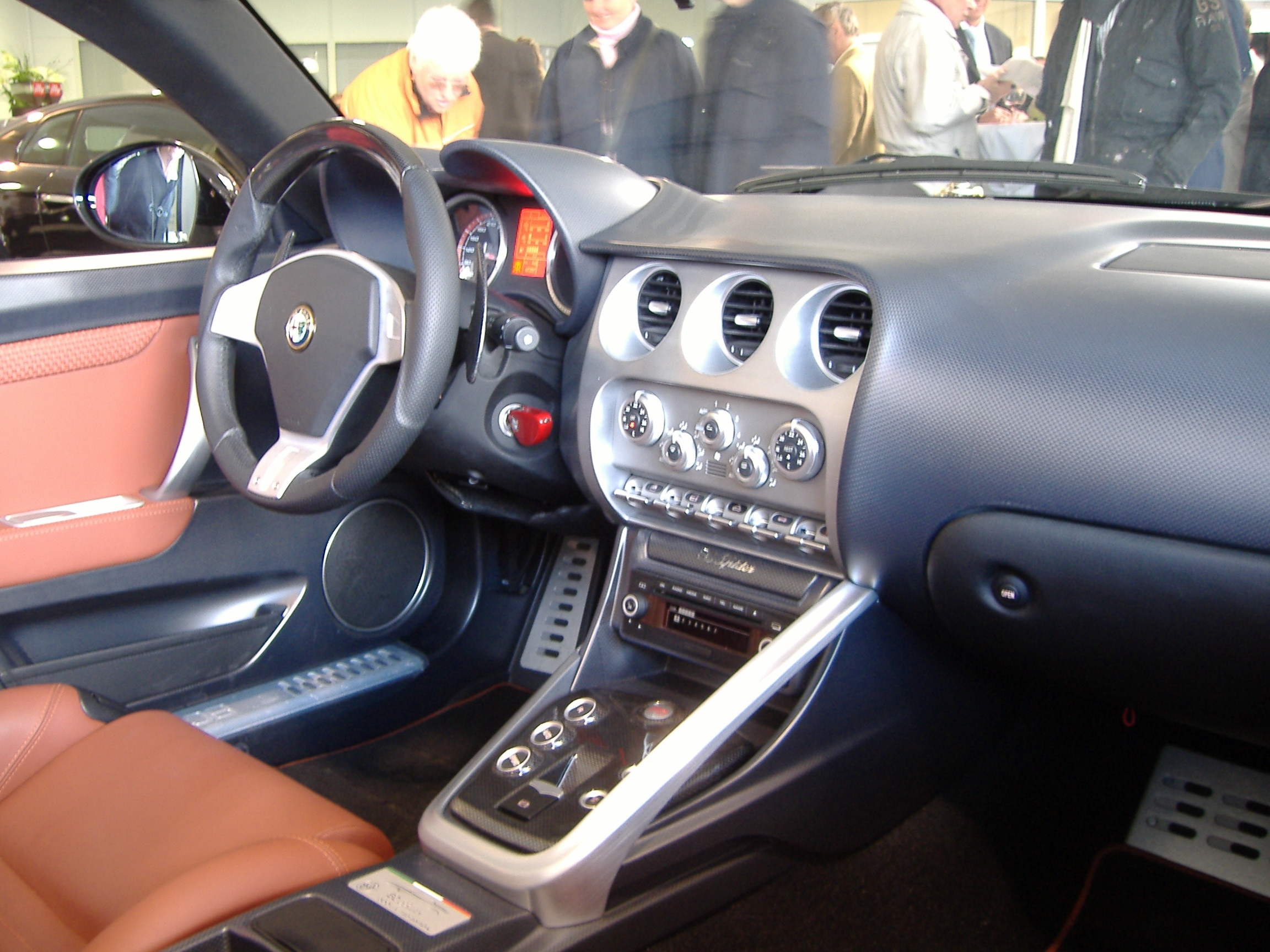
Vue interieure
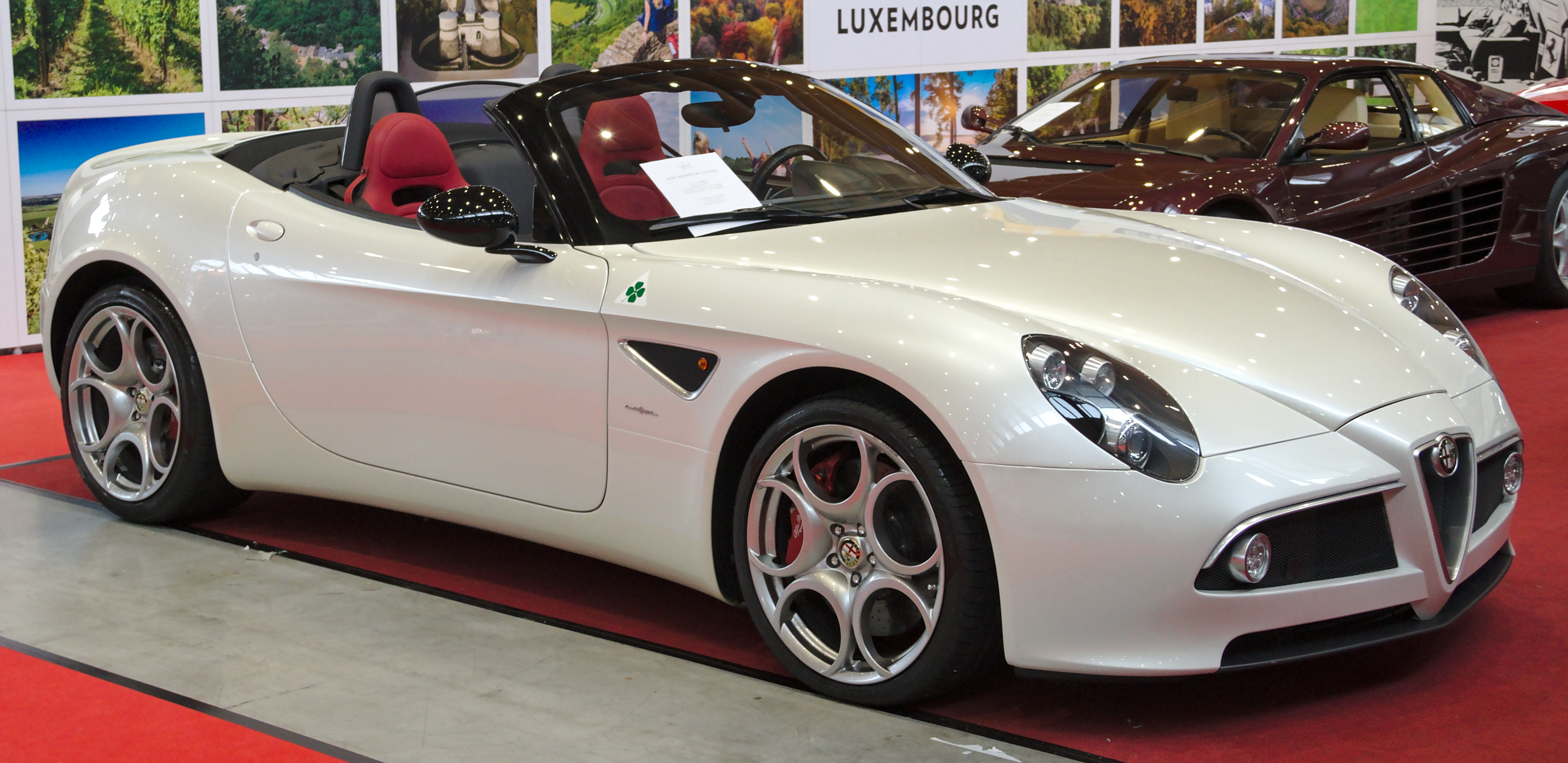
Modèle spider (2010)

## Dans la culture populaire
La 8C Competizione est présente dans divers films ou jeux vidéo :

### Cinéma
- 4.3.2.1 (2010)
- Vacanze di Natale a Cortina (2011)
- La Confrérie des larmes (2013)

### Jeux vidéo
- SCAR: Squadra Corse Alfa Romeo (2005)
- World Racing 2 (2005)
- Evolution GT (2006)
- Test Drive Unlimited (2006)
- Ondarun (2008)
- Need for Speed: Shift (2009)
- Car Town (2010)
- Gran Turismo 5 (2010)
- Need for Speed: Hot Pursuit (2010)
- Need for Speed: World (2010)
- Drag Racing (2011)
- Driver: San Francisco (2011)
- Forza Motorsport 4 (2011)
- Need for Speed: The Run (2011)
- Shift 2: Unleashed (2011)
- Simraceway (2011)
- Test Drive Unlimited 2 (2011)
- Asphalt 7: Heat (2012)
- Asphalt: Injection (2012)
- CSR Racing (2012)
- Forza Horizon (2012)
- Asphalt 8: Airborne (2013)
- Forza Motorsport 5 (2013)
- Gran Turismo 6 (2013)
- GRID 2 (2013)
- Asphalt Overdrive (2014)
- Forza Horizon 2 (2014)
- The Crew (2014)
- GRID Autosport (2014)
- Nitro Nation (2014)
- GT Spirit (2015)
- Forza Motorsport 6 (2015)
- Forza Horizon 3 (2016)
- Gear.Club (2016)
- Nitro Nation Stories (2016)
- World of Speed (2016)
- Forza Motorsport 7 (2017)
- Gear.Club Unlimited (2017)
- Forza Horizon 4 (2018)
- The Crew 2 (2018)
- Gear.Club Unlimited 2 (2018)
- Gran Turismo 7 (2022)
- Test Drive Unlimited Solar Crown (2024)